# Ivan Delgado
Ivan Do Rosario Delgado (* 16. November 1998) ist ein luxemburgischer Basketballspieler.

## Werdegang
In der Saison 2016/17 stand Delgado mit dem BBC Etzella Ettelbrück erstmals in einem Spiel der ersten luxemburgischen Liga auf dem Feld. Delgado wurde Sportsoldat, 2021 wechselte er zum isländischen Zweitligisten Ungmennafélagið Sindri. Wegen einer Verletzung spielte Delgado erst Anfang November 2021 erstmals in der zweithöchsten Liga Islands. Er verpasste insgesamt weite Teile der Saison 2021/22, da er sich einem Eingriff am rechten Fuß unterziehen musste.
2022/23 stand er beim deutschen Drittligisten Team Ehingen Urspring unter Vertrag. Für die Mannschaft bestritt Delgado 16 Ligaspiele, in denen er im Durchschnitt 9,1 Punkte erzielte. Zu Beginn der Folgesaison lief Delgado ebenfalls in der dritthöchsten Spielklasse Deutschlands in drei Begegnungen für die Iserlohn Kangaroos auf (Durchschnitt: 5,3 Punkte). Nach dem Ende seiner Zeit im Sauerland (er verließ Iserlohn wegen einer Verletzung) und einer kurzen Rückkehr zum BBC Etzella setzte Delgado seine Laufbahn ab Ende Januar 2024 beim niederländischen Verein Yoast United in der Stadt Bemmel fort.
Nach häufigen Rückschlägen aufgrund von Verletzungen in den vorangegangenen Jahren blieb Delgado in der Vorbereitung auf die Saison 2024/25 gesund und nahm ein Angebot des bulgarischen Vereins Minyor 2015 Pernik an. Delgado bestritt nur ein Spiel für Pernik und verließ dann die Mannschaft wieder. Er ging nach Bemmel zurück.
Anfang März 2025 wechselte Delgado zum portugiesischen Zweitligisten Sporting Braga. Im folgenden Monat feierte er mit Braga den Aufstieg in die erste Liga. Zur Saison 2025/26 kehrte er in sein Heimatland zurück und wurde Spieler von T71 Dudelange.

### Nationalmannschaft
Im Juni 2023 gewann Delgado mit Luxemburgs Nationalmannschaft die Europameisterschaft der kleinen Staaten.

### Familie
Delgado ist kapverdischer Abstammung. Sein Onkel Nelson Delgado war ebenfalls luxemburgischer Basketballnationalspieler.